# Guerra de Sicília (600 aC-265 aC)
Les Guerres Grecopúniques o Guerres Sicilianes foren una sèrie de conflictes armats entre cartaginesos i diverses ciutat estat gregues, liderades per Siracusa, pel control de Sicília i el Mar Mediterrani occidental entre el 600 aC i el 265 aC. Foren les guerres de més llarga durada de tota l'antiguitat clàssica.
L'èxit econòmic de Cartago depenia en gran manera del comerç marítim, ja que el territori del seu imperi limitava al sud amb el desert. Per aquesta raó van desenvolupar una potent flota de guerra per fer front als pirates i alhora intimidar a les nacions veïnes. Els cartaginesos havien heretat la seva força i experiència naval dels seus ancestres, els fenicis. Aviat, però, la seva creixent hegemonia els va portar a enfrontar-se amb l'altra gran potència del Mediterrani central: els grecs.
Els grecs eren experts mariners i havien establert nombroses colònies a les costes del Mar Mediterrani, incloent-hi Sicília, que per la seva proximitat a Cartago es convertí en l'escenari de l'inevitable enfrontament entre ambdues potències.
Malauradament no queda cap registre de la versió cartaginesa d'aquests enfrontaments, perquè Cartago fou destruïda pels Romans el 146 aC i els seus llibres foren distribuïts entre les tribus veïnes. Per tant, la majoria del que se sap sobre aquestes guerres és gràcies a les obres d'historiadors grecs.

## Rerefons
Els fenicis havien establert punts de comerç en les costes de Sicília des del 900 aC, però mai havien penetrat cap a l'interior de l'illa. Van establir relacions comercials amb els pobles nadius: elimis, sículs i sicans i quan els primers colons grecs arribaren a l'illa a partir del 750 aC, els fenicis es retiraren sense oposar resistència a Mòtia, Palerm i Solunt, en la costa occidental. Aquestes ciutats van romandre independents fins que a partir del 540 aC van caure sota la influència de la cada cop més poderosa Cartago. Un cop els grecs s'establiren a les costes d'Ibèria a partir del 638 aC., Cartago va passar a liderar la resistència fenícia i durant el segle vi aC van aconseguir establir un imperi comercial que controlaria el Mediterrani occidental fins al segle I aC. A Sicília, els fenicis s'aliaren amb els locals elimis i derrotaren els grecs de Rodes i Selinunt a prop de Lilibèon, l'any 580 aC. Aquest fou el primer incident registrat entre ambdues cultures que va tenir lloc a Sicília, on els grecs no tornarien fins 70 anys després.

### Magna Grècia
La zona colonitzada pels grecs que comprenia Sicília i part del sud d'Itàlia va passar a conèixer-se com la Magna Grècia. Els colons que hi vivien intentaven ampliar la seva influència política i comercial sobre els seus veïns, però mentre els grecs d'origen jònic tenien bona relació amb sicilians i fenicis, els colons d'origen dòric eren més agressius i passaren a expandir-se terra endins, disputant la propietat de les terres dels nadius. Aviat es produïren conflictes entre grecs i sicilians i fins i tot entre les diverses colònies gregues, però la riquesa que comportava el comerç entre els diversos pobles va poder mantenir la situació temporalment estable. A la llarga, però, algunes d'aquestes colònies van esdevenir molt riques i ansioses d'expandir el seu territori i finalment va esclatar la Primera guerra siciliana.

#### Cartago entra en joc
L'any 510 aC, el príncep espartà Dorieu, va arribar a l'illa per colonitzar Èrix després d'haver perdut la lluita pel tron en la seva ciutat natal. Cartago no es va quedar creuada de braços i es va aliar amb Segesta i junts derrotaren l'expedició grega. Això no obstant, segons Diodor de Sicília, els supervivents grecs fundaren Heraclea Minoa. En resposta, els grecs de les ciutats d'Acragant, Gela i Selinunt s'enfrontaren a Cartago, si bé la seva crida per venjar la mort de Dorieu fou ignorada per les ciutats de la Grècia continental, incloent-hi el mateix Leònides I, rei d'Esparta i germà de Dorieu, que més tard esdevindria immortal durant la coneguda batalla de les Termòpiles (480 aC). Aquest episodi va ensenyar als colons grecs que no podien confiar a rebre ajuda de les seves ciutats d'origen i va propiciar el sorgiment de tirans que gradualment acabarien governant la majoria de les colònies.

#### Domini dels grecs dòrics
Els tirans d'Acragant, Règion i especialment Gela van començar a expandir els seus dominis. Cleandre de Gela i el seu germà Hipòcrates van prendre control de territori jònic i dòric, conquerint Zancle, Leontins, Catana, Naxos, a més de Camarina. Geló I, successor d'Hipòcrates, va capturar Siracusa el 485 aC i la va convertir en la seva capital, convertint antigues ciutats jòniques en ciutats dòriques mitjançant la neteja ètnica, la deportació i l'esclavatge. Per la seva part, el tirà d'Agrigent, Teró, havia conquerit també territoris sicilians i per evitar que les dues ciutats entressin en conflicte, Geló i Teró van contraure matrimonis l'un amb la família de l'altre, creant un únic front.

#### Els jònics s'uneixen amb Cartago
Per fer front a l'amenaça dòrica, Anaxilau de Règion havia capturat Zancle el 490 aC i es va aliar amb Teril·le, tirà d'Hímera, casant-se amb la filla d'aquest. Poc després, Hímera i Reggio van arribar a un acord amb Cartago, doncs aquesta era la potència més forta i propera. Així, al voltant del 483 aC Sicília va quedar repartida en tres blocs: jònics al nord, Cartago a l'oest, dòrics a l'est i al sud. Els nadius sículs i sicans van quedar atrapats al mig, però els elimis van aliar-se amb Cartago.

## La Primera guerra siciliana (480 aC)
Cartago va donar llum verda a enviar una expedició a Sicília per ajudar a Teril·le, quan aquest va ser deposat per Teró d'Agrigent el 483 aC i les forces de Teró i Geló amenaçaven en prendre el control de tota l'illa.
Aquell mateix any, una flota de l'Imperi Persa atacava la Grècia continental, fet que podria avalar la possibilitat que existís un pacte entre Cartago i els Perses, malgrat que els cartaginesos no eren propicis a deixar que nacions estrangeres intervinguessin en els seus afers. Si fou així, i no hi ha evidències que ho puguin demostrar, els Perses podrien haver recolzat a Cartago amb un exèrcit mercenari. Fos com fos, Cartago es va mostrar més que disposada a entrar en guerra pel control de l'illa i va posar en marxa l'exèrcit més nombrós que mai havia tingut fins aleshores, sota les ordres del general Hamílcar.
L'expedició, però, no va començar gens bé pels cartaginesos, que van patir nombroses baixes degut al mal temps. Quan la resta de les tropes van poder desembarcar a Ziz, el nom Púnic per Palerm, Hamílcar fou totalment derrotat per Geló a la Batalla d'Hímera, que segons Heròdot va tenir lloc el mateix dia que la batalla de Salamina
Hamílcar va morir en el camp de batalla o bé es va suïcidar per evitar la vergonya de la derrota. La desastrosa campanya també va provocar importants canvis polítics a Cartago, on el vell sistema de govern en mans de l'aristocràcia fou substituït per una república. La figura del rei es va mantenir, però amb molt poc poder. Cartago va pagar 2.000 talents als grecs en concepte de reparacions de guerra i no va intervenir en els afers sicilians per un període de 70 anys.
Malgrat tot, la divisió de Sicília va quedar sense canvis, doncs Cartago no va perdre cap territori i els grecs no en guanyaren cap. El botí de guerra, però, va propiciar que es construïssin molts edificis nous i va afavorir l'expansió de la cultura grega a l'illa. El comerç era pròsper i Agrigent aviat va ser una ciutat tan rica com Síbaris. Geló va morir el 478 aC i amb el temps, l'aliança entre Siracusa i Agrigent va quedar fragmentada en onze lligues controlades per oligarquies i democràcies.

## La Segona guerra siciliana (410 aC–340 aC)
Després del desastre d'Hímera, Cartago s'havia concentrat en la conquesta dels territoris veïns i havia pres el control de la meitat nord de la moderna Tunísia. També es van fundar noves colònies al nord d'Àfrica com Leptis Magna i Ea, la moderna Trípoli (Líbia). Expedicions cartagineses havien creuat el desert fins a la regió Cirenaica i per mar, Hannó el navegant havia recorregut la costa oest d'Àfrica. D'altra banda, però, van perdre el control de les colònies a Ibèria i amb elles, gran part del subministrament de plata i coure.

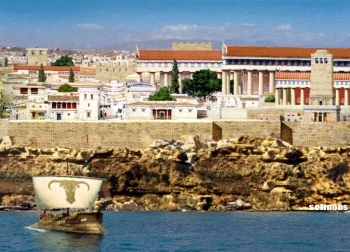
Acròpolis de Selinunt, ciutat destruïda el 409 aC. pels cartaginesos

Mentrestant, a Sicília, les ciutats de Selinunt i Segesta van renovar la seva vella rivalitat. Selinunt va invadir territori de Segesta i van derrotar els elimis de Segesta en batalla el 416 aC. Segesta va demanar ajuda a Cartago, que va rebutjar-la, i també a Atenes. Aquests enviaren una flota d'ajuda, però foren severament derrotats el 413 aC per una força conjunta de sicilians i espartans. Dos anys més tard, Selinunt tornava a atacar i derrotar a Segesta, però aquest cop Cartago sí que va escoltar les demandes de socors i va enviar un exèrcit sota les ordres d'Annibal Magó, que va ajudar a Segesta a derrotar Selinunt el 410 aC.
Després d'aquesta victòria, es van mantenir converses diplomàtiques per arribar a un acord, intervenint-hi les afectades ciutats de Selinunt i Segesta, més Cartago i Siracusa. Quan Anníbal va veure que no s'arribaria a cap acord, va mobilitzar un exèrcit encara més gran i va capturar Selinunt després de derrotar-los en batalla, i també va derrotar i destruir Hímera el 409 aC, tot i que aquests tenien l'ajuda de Siracusa. Tot i que Anníbal no va atacar Agrigent ni Siracusa, va retornar triomfant a Cartago el 409 aC.
Siracusa i Agrigent no van liderar cap reacció contra els cartaginesos, però des de les runes de Selinunt, Hermòcrates de Siracusa va començar a atacar territori púnic. Hermòcrates era un reconegut militar de Siracusa que havia intentat, sense èxit, prendre el poder de la seva ciutat. Al no aconseguir-ho, va reunir els seus partidaris a Selinunt, va enterrar els morts d'Hímera i es va convertir en el líder dels Grecs més bel·ligerants, obtenint victòries importants davant Mòtia i Palerm. Finalment, però, fou assassinat quan intentava retornar a Siracusa per prendre el poder.
En resposta als atacs grecs, Anníbal Magó va retornar a l'illa el 406 aC, però aquest cop va trobar molta més resistència. A més, durant el Setge d'Acragant les seves tropes van caure delmades davant una plaga que va acabar amb el mateix general cartaginès. Li va succeir Himilcó, que va capturar i saquejar Agrigent, va prendre Gela, va saquejar Camarina i va obtenir repetides victòries davant l'exèrcit de Dionís I de Siracusa, el nou tirà de la ciutat. La plaga va tornar a aparèixer entre les files cartagineses i Himilcó va acordar la pau amb Dionís, guanyant el control de totes les seves noves places conquerides. La influència de Cartago sobre Sicília estava en el seu apogeu.

El 398 aC, Dionís es va sentir prou fort per trencar el tractat i va posar setge a Mòtia. Quan la ciutat va caure, Himilcó va respondre capturant Messina. 

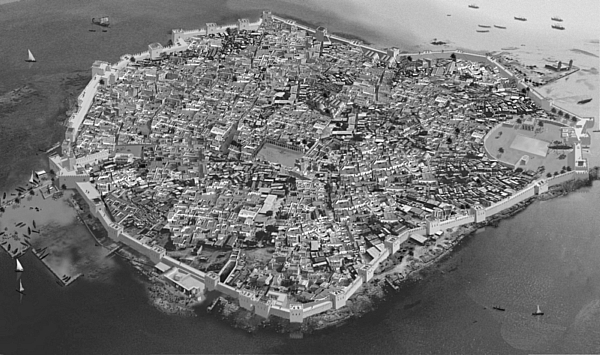
Mòtia durant el segle V aC.

Va derrotar els Grecs a la batalla naval de Catana i va posar setge a la mateixa Siracusa. Un any més tard, però, de nou la plaga causava nombroses baixes entre els cartaginesos, que es retiraren el 396 aC, perdent les seves recents conquestes però mantenint el territori occidental de l'illa. Encara no havia acabat l'any quan Dionís saquejava Solus i iniciava el setge de Tauromènion (394 aC). Cartago va enviar a Magó, successor d'Himilcó, cap a Sicília l'any 393 aC, però Magó fou derrotat per Dionís a la batalla d'Abacènon. Magó va intentar llavors dirigir-se al centre de Sicília, però fou derrotat de nou a la vora del riu Chrysas. Esgotats i amb problemes interns, ambdues potències van signar un nou tractat de pau, pel qual acordaven no interferir els uns en els territoris dels altres.
Però Dionís no era gaire propens a mantenir els seus tractats i tornava a atacar el 383 aC. Aquest cop els cartaginesos s'aliaren amb els italiotes de la península Itàlica, forçant a Siracusa a lluitar en dos fronts. Malgrat tot, el 378 aC Dionís va derrotar a Magó en la batalla de Cabala. Cartago va demanar la pau per poder fer front a les revoltes internes d'Àfrica i Sardenya, però Dionís només estava preparat a acceptar l'evacuació total dels cartaginesos de tota Sicília, exigència que no va ser acceptada. Poc després, un nou general cartaginès, Himilcó (fill de Magó), va destruir la flota de Siracusa a la batalla de Crònium (376 aC). Dionís va ser obligat a pagar 1.000 talents en concepte de reparacions de guerra, però el 368 aC tornava a atacar els púnics, posant setge a Lilibèon. Dionís va ser derrotat i moria un any més tard.
La mort de Dionís va obrir un període de 22 anys de pau. Els cartaginesos fins i tot van aconseguir introduir tropes a Siracusa, convidats per un polític local, però Magó no va saber aprofitar l'ocasió i va acabar suïcidant-se per escapar del càstig. El 343 aC Timoleont assumia el poder de Siracusa i iniciava una nova campanya contra els cartaginesos. L'expedició d'aquests fou totalment destruïda en la batalla de Crimís el 341 aC i subsegüentment es retiraren a l'oest del riu Halcyas.

## La Tercera guerra de Sicília (315 aC–307 aC)

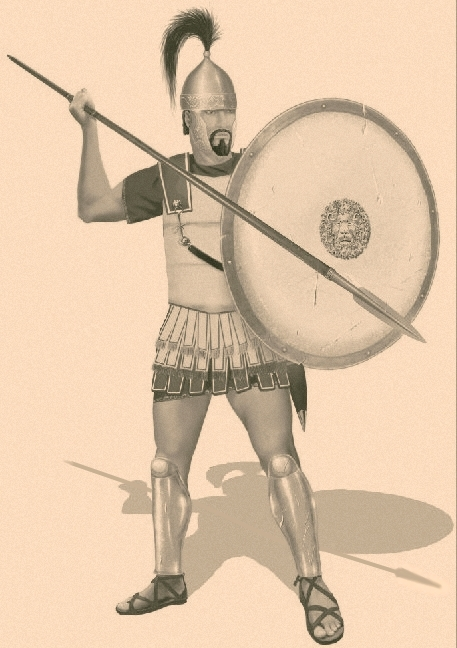
Hoplita cartaginès del)

El 315 aC Agàtocles de Siracusa, tirà de la ciutat, va capturar Messina i en els anys posteriors va invadir els darrers forts cartaginesos que quedaven a l'illa, trencant el tractat de pau vigent. El contraatac cartaginès no es va fer esperar i les tropes d'Hamílcar, fill de Giscó i net d'Hannó el Navegant, derrotaren Agàtocles i prengueren control de gairebé tota l'illa, assetjant Siracusa.
Desesperat, Agatòcles va concebre una brillant estratègia i va liderar una expedició de 14.000 homes directament a Àfrica, atacant Cartago. La seva operació va tenir èxit, capturant diverses ciutats i derrotant l'exèrcit cartaginès de Bomílcar I i Hannó a la batalla de Tunes (310 aC). Seguidament va posar setge a Cartago, però les seves gegantines muralles van aturar-lo. Va ocupar el nord de Tunísia, però finalment va tornar a Sicília el 307 aC després de patir algunes derrotes. Un cop allí, va signar un tractat de pau pel que recuperava i mantenia el control de Siracusa, si bé va perdre Messina.

## Fets posteriors
Després de signar la pau amb Agàtocles, Cartago va gaudir d'un període de control incontestable sobre Sicília que duraria fins a l'inici de les Guerres pírriques. Pirros del Regne de l'Epir va acudir a Sicília per acabar amb el domini cartaginès i de fet va conquerir Palerm, Èrix i Iaitias però no va poder amb Lilibèon. Malgrat tot, la seva intervenció en el conflicte entre Roma i Tàrent, de part d'aquests darrers, acabaria despertant l'interès dels romans, que fins aleshores havien restat al marge dels afers sicilians tot i la proximitat de l'illa. La intervenció romana acabaria amb aquest llarg període d'indecisió en el poder de l'illa, provocaria les guerres púniques i a la llarga incorporaria Sicília sota el poder romà.